# Sanford (Colorado)
Sanford es un pueblo ubicado en el condado de Conejos en el estado estadounidense de Colorado. En el año 2000 tenía una población de 817 habitantes y una densidad poblacional de 226,9 personas por km².

## Geografía
Sanford se encuentra ubicada en las coordenadas 37°10′21″N 105°59′5″O / 37.17250, -105.98472.

## Demografía
Según la Oficina del Censo en 2000 los ingresos medios por hogar en la localidad eran de $25.625, y los ingresos medios por familia eran $30.469. Los hombres tenían unos ingresos medios de $25.268 frente a los $17.212 para las mujeres. La renta per cápita para la localidad era de $11.087. Alrededor del 20,1% de la población estaban por debajo del umbral de pobreza.